# Alpska konvencija
Alpska konvencija je mednarodna pogodba za varstvo naravne dediščine in trajnostni razvoj v Alpah. Alpska konvencija je pogodba za zaščito določenega ozemlja – alpskega loka. Cilj Alpske konvencije je dolgoročno ohranjanje naravnega alpskega ekosistema in trajnostni razvoj ter varovanje gospodarskih interesov alpskega prebivalstva.
Konvencija izhaja iz dejstva, da lahko naraščajoče človekovo izkoriščanje prostora vse bolj ogrozi alpski svet in njegovo ekološko vlogo, pri tem pa le usklajevanje gospodarskih interesov z ekološkimi zahtevami lahko prepreči škodo, ki bi jo morebiti odpravili ali omilili le z izredno velikimi stroški in zapravljanjem časa.
Na podlagi teh ugotovitev so se države Alpskega loka prvič sestale decembra 1989 v kraju Berchtesgaden in se dogovorile, da bodo sklenile Konvencijo za varstvo Alp, ki je začela veljati novembra 1995.
Sedež Stalnega sekretariata je v Innsbruck-u (Tirolska) in izpostava v mestu Bolzano/Bozen (Južna Tirolska).
Okvirna konvencija je bila sprejeta s strani Evropske unije in osmih držav pogodbenic (Avstrija, Nemčija, Francija, Italija, Liechtenstein, Monako, Slovenija in Švica). Alpska konvencija je bila podpisana leta 1991 in jo sestavljajo Okvirna konvencija, protokoli in dve deklaraciji. V veljavo je stopila leta 1995 in prispeva k ohranjanju kvalitet in posebnih značilnosti Alp, ne ozirajoč se na državne meje ter spodbuja mednarodno sodelovanje. 

## Podpisnice konvencije
- Avstrija
- Nemčija
- Francija
- Italija
- Liechtenstein
- Kneževina Monako
- Slovenija
- Švica

## Geografsko območje Alpske konvencije
Geografsko območje Alpske konvencije obsega 190.717 km², površje na katerem leži 5867 občin (podatek iz 2013). Alpski lok, kot je definiran s strani Alpske konvencije, se razprostira preko 1.200 km, čez osem držav, z najširšim delom med Bavarsko in severno Italijo, ki je širok 300 km. 
V območje Alpske konvencije sta prav tako vključeni ozemlji Monaka in Liechtensteina. Ozemlji Avstrije in Italije predstavljata več kot 55 % območja Alpske konvencije. Skupaj z območjem Alp v Franciji, te tri države predstavljajo tri četrtine območja Alpske konvencije. 
Glede na podatke iz leta 2013, se je število prebivalcev tega območja približevalo 15 milijonom .

## Institucije Alpske konvencije

### Alpska konferenca
Alpska konferenca je politični organ odločanja Alpske konvencije. Člani Alpske konference so ministri alpskih držav. Alpska konferenca zaseda praviloma na vsaki dve leti pri predsedujoči pogodbenici (posamezna država po sistemu rotacije predseduje Alpski konvenciji dve leti). Zasedanj Alpske konference se kot opazovalci lahko udeležijo: AEM, Društvi Povezanost v Alpah in Alpsko mesto leta, Delovni skupnosti Alpe Jadran in Arge Alp, CIPRA International, Club Arc Alpin, Euromontana, FIANET, ALPARC Mreža zavarovanih območij v Alpah, ISCAR - Mednarodni znanstveni komite za preučevanje Alp, IUCN, Vodstvo Programa Alpski prostor, Pro Mont Blanc in Združeni narodi ter njihove posebne organizacije (UNO/UNEP-ROE).
| Konferenca                                                       | Predsedovanja | Država    | Kraj konference        |
| ---------------------------------------------------------------- | ------------- | --------- | ---------------------- |
| I. Alpska konferenca                                             | 1989          | Nemčija   | Berchtesgaden          |
| II. Alpska konferenca                                            | 1989-1991     | Avstrija  | Salzburg               |
| III. Alpska konferenca                                           | 1991-1994     | Francija  | Chambery               |
| IV. Alpska konferenca                                            | 1995-1996     | Slovenija | Bled                   |
| V. Alpska konferenca                                             | 1996-1998     | Slovenija | Brdo                   |
| VI. Alpska konferenca                                            | 1999-2000     | Švica     | Luzern                 |
| VII. Alpska konferenca                                           | 2001-2002     | Italija   | Merano                 |
| VIII. Alpska konferenca                                          | 2003-2004     | Nemčija   | Garmisch-Partenkirchen |
| IX. Alpska konferenca                                            | 2005-2006     | Avstrija  | Alpbach                |
| X. Alpska konferenca Arhivirano 2014-12-02 na Wayback Machine.   | 2007-2008     | Francija  | Evian                  |
| XI. Alpska konferenca Arhivirano 2014-12-02 na Wayback Machine.  | 2009-2011     | Slovenija | Brdo pri Kranju        |
| XII. Alpska konferenca Arhivirano 2014-12-03 na Wayback Machine. | 2011-2012     | Švica     | Poschiavo              |
| XIII. Alpska konferenca                                          | 2013-2014     | Italija   | Torino                 |
| XIV. Alpska konferenca                                           | 2015-2016     | Nemčija   | Grassau                |

### Stalni odbor
Stalni odbor Arhivirano 2013-03-07 na Wayback Machine. je izvršilni organ Alpske konference. Sestavljajo ga delegacije vseh držav pogodbenic, ki zagotavljajo, da se izvajajo določila in zasledujejo cilji Alpske konvencije. Stalni odbor se praviloma sestaja dvakrat letno, opravlja oa zlasti naslednje naloge: preučuje informacije, ki jih pogodbenice posredujejo za poročila na Alpski konferenci in glede na izvajanje Alpske konvencije; vsebinsko pripravlja zasedanja Alpske konference in oblikuje predloge točk dnevnega reda; določa delovne skupine za izdelavo protokolov in priporočil ter usklajuje njihove dejavnosti; preverja in usklajuje vsebino osnutkov protokolov in jih predlaga Alpski konferenci.

### Odbor za preverjanje
Odbor za preverjanje izvajanja Alpske konvencije je organ, ki preverja, ali se v praksi izvajajo obveznosti in zaveze, ki izhajajo iz Alpske konvencije. Pogodbenice morajo vsakih deset leta predložiti poročilo o upoštevanju Alpske konvencije in njenih protokolov. Prvo poročilo je bilo sprejeto na X. Alpski konferenci (marec 2009).
.

### Stalni sekretariat
Kot podpora izvajanju pogodbe, ki pokriva območje Alp, deluje Stalni sekretariat Alpske konvencije, ustanovljen leta 2003, z glavno pisarno v Innsbruck-u, v Avstriji in izpostavo v mestu Bolzano/Bozen, v Italiji. Vloga stalnega sekretariata je podpora organom Alpske konvencije, zagotavljanje strokovne, logistične in administrativne pomoči ter pomoči državam pri izvajanju dejavnosti, ki jih zahteva Alpska konvencija in njeni protokoli. Sekretariat vodi generalni sekretar Markus Reiterer..

### Delovne skupine in platforme
Stalni odbor odloča o ustanovitvi delovnih skupin povezanih s tematikami, ki se mu zdijo pomembne za zagotavljanje trajnostnega razvoja v Alpah. Njihove glavne naloge jo: Izdelava novih protokolov, priporočil in izvedbenih ukrepov, spremljanje aktualnih razvojnih dosežkov in poročanje Alpski konferenci in Stalnemu odboru o doseženem napredku. Mandat delovnih skupin in platform je dve leti. 
Trenutno deluje devet delovnih skupin in platform:
- Delovna skupina za promet [4].
- Platforma za naravne nesreče [5].
- Platforma za ekološko omrežje [6].
- Platforma za upravljanje voda v Alpah [7].
- Platforma “veliki plenilci” - WISO [8].
- Delovna skupina "alpska makroregija" [9].
- Platforma "hribovsko kmetijstvo" [10].
- Delovna skupina "gorski gozd" [11].
- Delovna skupina "trajnostni turizem" [12].

V preteklosti so delovale še druge delovne skupine:
- Delovna skupina za UNESCOvo svetovno dediščino [13].
- Ekspertna skupina za pripravo Poročila o stanju Alp [14].
- Delovna skupina “Demografija in zaposlovanje” [15].

## Podpisovanje in ratifikacija Okvirne konvencije in njenih protokolov
Prvo srečanje zainteresiranih držav je potekalo v kraju Berchtesgaden, decembra 1989. Okvirna konvencija je bila podpisana s strani Avstrije, Nemčije, Francije, Italije, Liechtensteina in Švice, dne, 7 novembra 1991. Slovenija je konvencijo podpisala 29. marca 1993, Monako pa 20. decembra 1994. Pogodba je bila v različnih državah ratificirana med letoma 1994 in 1999.
Sledi kratek pregled stanja podpisov pogodbe in ratifikacij po posameznih državah:
| Država         | Podpis | Ratifikacija | Začetek veljavnosti |
| -------------- | ------ | ------------ | ------------------- |
| Avstrija       | 1991   | 1994         | 1995                |
| Švica          | 1991   | 1998         | 1999                |
| Nemčija        | 1991   | 1994         | 1995                |
| Francija       | 1991   | 1995         | 1996                |
| Liechtenstein  | 1991   | 1994         | 1995                |
| Italija        | 1991   | 1999         | 2000                |
| Monako         | 1994   | 1998         | 1999                |
| Slovenija      | 1993   | 1995         | 1995                |
| Evropska unija | 1991   | 1996         | 1998                |

Za posodobnjeno informacijo o stanju ratifikacij klikni tukaj Arhivirano 2013-01-28 na Wayback Machine..

## Protokoli in deklaracije povezani z Okvirno konvencijo
V skladu z Alpsko konvencijo, morajo države pogodbenice sprejeti ukrepe na dvanajstih tematskih področjih (prebivalstvo in kultura, prostorsko planiranje, onesnaževanje zraka, varstvo tal, upravljanje z vodami, varstvo narave in urejanje krajine, hribovsko kmetijstvo, gorski gozd, turizem, promet, energija in ravnanje z odpadki. Osem izmed zgoraj naštetih področij pokrivajo protokoli h Okvirni konvenciji.:
- Urejanje prostora in trajnostni razvoj[18]
- Varstvo narave in urejanje krajine[19]
- Hribovsko kmetijstvo[20]
- Gorski gozd[21]
- Turizem[22]
- Varstvo tal[23]
- Energija[24]
- Promet[25]

Poleg teh sta bila sprejeta še dva dodatna protokola, ki pokrivata posebni tematski področji, in sicer:
- Protokol h Konvenciji o varstvu Alp o reševanju sporov [26]
- Protokol o pristopu Kneževine Monako h Konvenciji o varstu Alp [27]

Poleg vseh zgoraj omenjenih protokolov sta bili sprejeti še dve deklaraciji, ki jih ni mogoče spremeniti v protokole: 
- Deklaracija o prebivalstvu in kulturi [28]
- Deklaracija o podnebnih spremembah [29]

## Publikacije Stalnega sekretariata Alpske konvencije[30]
- Alpski signali 1. Alpska konvencija - Priročnik, 2010, druga izdaja, na voljo v nemškem, francoskem, angleškem, italijanskem in slovenskem jeziku.[1]
- Alpski signali 2. Alpska konvencija konkretno – cilji in implementacija, 2004, na voljo v nemškem, francoskem, italijanskem in slovenskem jeziku. [31]
- Alpski signali 3. Čezmejna ekološka povezanost, 2004, na voljo v nemškem, francoskem, italijanskem in slovenskem jeziku. [32]
- Alpski signali 4. Dokumentacija o naravnih nesrečah / nevarnih dogodkih, 2006, na voljo v nemškem, francoskem, italijanskem in slovenskem jeziku. [33]
- Alpski signali 5. Omilitev podnebnih sprememb in prilagoditve nanje na območju Alp, 2008, na voljo v nemškem, francoskem, angleškem, italijanskem in slovenskem jeziku. [34]
- Alpski signali 6. Nizkoogljičnim Alpam naproti, 2011, na voljo v nemškem, francoskem, angleškem, italijanskem in slovenskem jeziku.[35]
- Alpski signali 7. Smernice za prilagajanje podnebnim spremembam na lokalni ravni v Alpah, 2014, na voljo v nemškem, francoskem, angleškem, italijanskem in slovenskem jeziku.[36]
- Alpski signali FOCUS 1. Splošne smernice za uporabo malih hidroelektrarn v Alpskih regijah, 2011, na voljo v nemškem, francoskem, angleškem, italijanskem in slovenskem jeziku. [37]
- Poročilo o stanju Alp #1. Promet in mobilnost v Alpah, 2007, na voljo v nemškem, francoskem, angleškem, italijanskem in slovenskem jeziku. [38]
- Poročilo o stanju Alp #2. Voda in upravljanje z vodnimi viri v Alpah, 2009, na voljo v nemškem, francoskem, angleškem, italijanskem in slovenskem jeziku. [39]
- Poročilo o stanju Alp #3. Trajnostni razvoj podeželja in inovacije, 2011, na voljo v nemškem, francoskem, angleškem, italijanskem in slovenskem jeziku. [40]
- Poročilo o stanju Alp #4. Trajnostni turizem v Alpah, 2013, na voljo v nemškem, francoskem, angleškem, italijanskem in slovenskem jeziku. [41]
- Poročilo o stanju Alp #5. Demografske spremembe v Alpah, 2015, na voljo v nemškem, francoskem, angleškem, italijanskem in slovenskem jeziku. [42]
- Večletni program dela Alpske konference 2017-2022. Na voljo v nemškem, francoskem, angleškem, italijanskem in slovenskem jeziku. [43]
- Towards Renewable Alps. A Progress report 2015-2016. Na voljo v angleškem jeziku. [44]
- Establishing an Alpine Ecological Network, 2007, na voljo v nemškem, francoskem, angleškem, italijanskem in slovenskem jeziku. [45]
- Alpe – osem držav, enotno ozemlje, 2009, na voljo v nemškem, francoskem, angleškem, italijanskem in slovenskem jeziku. [46]
- PER ALPES. Dvajset krožnih pohodnih tur za odkrivanje Alp, 2010, na voljo v nemškem, francoskem, angleškem, italijanskem in slovenskem jeziku.
- THE ALPS. People and pressures in the mountains, the facts at a glance. Vademecum, 2010, na voljo v angleškem jeziku. [47]
- Priročnik za izvajanje Alpske konvencije: Alpska konvencija v Sloveniji in njeno izvajanje na lokalni ravni, 2011, na voljo v nemškem, francoskem, italijanskem in slovenskem jeziku. [48]

## Priloge

### Neposredni viri
1. 1 2  Alpski signali 1 Arhivirano 2017-04-12 na Wayback Machine. na spletni strani Alpske konvencije, dne 2. oktober 2012.
2. ↑  - predstavitev Odbora za preverjanje Arhivirano 2014-05-11 na Wayback Machine. na spletni strani Alpske konvencije, dne 2. oktober 2012.
3. ↑  - Predstavitev Stalnega sekretariata Arhivirano 2013-02-21 na Wayback Machine. na spletni strani Alpske konvencije, dne 2. oktober 2012.
4. ↑  Delovna skupina za promet[mrtva povezava] na spletni strani Alpske konvencije, dne 2. oktober 2012.
5. ↑  Platforma za naravne nesreče[mrtva povezava] na spletni strani Alpske konvencije, dne 2. oktober 2012.
6. ↑  Platforma za ekološko omrežje Arhivirano 2014-04-21 na Wayback Machine. na spletni strani Alpske konvencije, dne 2. oktober 2012.
7. ↑  Platforma za upravljanje voda v Alpah Arhivirano 2018-02-11 na Wayback Machine. na spletni strani Alpske konvencije, dne 2. oktober 2012.
8. ↑  Platforma “veliki plenilci” Arhivirano 2017-04-13 na Wayback Machine. na spletni strani Alpske konvencije, dne 2. oktober 2012.
9. ↑  Delovna skupina "alpska makroregija" Arhivirano 2014-04-16 na Wayback Machine. na spletni strani Alpske konvencije, dne 2. oktober 2012.
10. ↑  Platforma "hribovsko kmetijstvo"[mrtva povezava] na spletni strani Alpske konvencije, dne 2. oktober 2012.
11. ↑  Delovna skupina "gorski gozd"[mrtva povezava] na spletni strani Alpske konvencije, dne 2. oktober 2012.
12. ↑  Delovna skupina "trajnostni turizem" Arhivirano 2017-04-13 na Wayback Machine. na spletni strani Alpske konvencije, dne 2. oktober 2012.
13. ↑  Delovna skupina za UNESCOvo svetovno dediščino[mrtva povezava] na spletni strani Alpske konvencije, dne 2. oktober 2012.
14. ↑  Ekspertna skupina za pripravo Poročila o stanju Alp Arhivirano 2014-12-02 na Wayback Machine. na spletni strani Alpske konvencije, dne 2. oktober 2012.
15. ↑  Delovna skupina “Demografija in zaposlovanje”[mrtva povezava] na spletni strani Alpske konvencije, dne 2. oktober 2012.
16. ↑  Alpski signali 1, 2. izdaja Arhivirano 2017-04-12 na Wayback Machine.: na spletni strani Alpske konvencije, dne 2. oktobra 2012.
17. ↑  Seznam protokolov k Alpski konvenciji Arhivirano 2013-01-28 na Wayback Machine. na spletni strani Alpske konvencije, dne 2. oktobra 2012.
18. ↑  Protokol Urejanje prostora in trajnostni razvoj Arhivirano 2016-03-07 na Wayback Machine. na spletni strani Alpske konvencije, dne 2. oktobra 2012.
19. ↑  Protokol Varstvo narave in urejanje krajine Arhivirano 2016-03-07 na Wayback Machine. na spletni strani Alpske konvencije, dne 2. oktobra 2012.
20. ↑  Protokol Hribovsko kmetijstvo Arhivirano 2016-03-07 na Wayback Machine. na spletni strani Alpske konvencije, dne 2. oktobra 2012.
21. ↑  Protokol Gorski gozd Arhivirano 2016-03-07 na Wayback Machine. na spletni strani Alpske konvencije, dne 2. oktobra 2012.
22. ↑  Protokol Turizem Arhivirano 2016-03-07 na Wayback Machine. na spletni strani Alpske konvencije, dne 2. oktobra 2012.
23. ↑  Protokol Varstvo tal Arhivirano 2017-09-20 na Wayback Machine. na spletni strani Alpske konvencije, dne 2. oktobra 2012.
24. ↑  Protokol Energija Arhivirano 2016-03-07 na Wayback Machine. na spletni strani Alpske konvencije, dne 2. oktobra 2012.
25. ↑  Protokol Promet Arhivirano 2016-03-07 na Wayback Machine. na spletni strani Alpske konvencije, dne 2. oktobra 2012.
26. ↑  Protokol h Konvenciji o varstvu Alp o reševanju sporov Arhivirano 2016-03-07 na Wayback Machine. na spletni strani Alpske konvencije, dne 2. oktobra 2012.
27. ↑  Protokol o pristopu Kneževine Monako h Konvenciji o varstu Alp Arhivirano 2016-03-07 na Wayback Machine. na spletni strani Alpske konvencije, dne 2. oktobra 2012.
28. ↑  Deklaracija o prebivalstvu in kulturi Arhivirano 2016-03-07 na Wayback Machine. na spletni strani Alpske konvencije, dne 2. oktobra 2012.
29. ↑  Deklaracija o podnebnih spremembah Arhivirano 2016-03-07 na Wayback Machine. na spletni strani Alpske konvencije, dne 2. oktobra 2012.
30. ↑   Arhivirano 2013-01-29 na Wayback Machine. Seznam publikacij, na spletni strani Alpske konvencije, dne 2. oktober 2012.
31. ↑  Alpski signali 2 Arhivirano 2016-03-07 na Wayback Machine. na spletni strani Alpske konvencije, dne 2. oktober 2012.
32. ↑  Alpski signali 3[mrtva povezava] na spletni strani Alpske konvencije, dne 2. oktober 2012.
33. ↑  Alpski signali 4[mrtva povezava] na spletni strani Alpske konvencije, dne 2. oktober 2012.
34. ↑  Alpski signali 5 na spletni strani Alpske konvencije, dne 2. februar 2011.
35. ↑  Alpski signali 6 Arhivirano 2016-03-07 na Wayback Machine. na spletni strani Alpske konvencije, dne 2. oktober 2012.
36. ↑   Arhivirano 2017-04-13 na Wayback Machine. na spletni strani Alpske konvencije, dne 12. april 2017.
37. ↑  Alpski signali FOCUS 1 Arhivirano 2016-03-07 na Wayback Machine. na spletni strani Alpske konvencije, dne 2. oktober 2012.
38. ↑  Poročilo o stanju Alp #1[mrtva povezava] na spletni strani Alpske konvencije, dne 2. februar 2011.
39. ↑  Poročilo o stanju Alp #2[mrtva povezava] na spletni strani Alpske konvencije, dne 2. februar 2011.
40. ↑  Poročilo o stanju Alp #3 Arhivirano 2016-03-07 na Wayback Machine. na spletni strani Alpske konvencije, dne 2. oktober 2012.
41. ↑  Poročilo o stanju Alp #4 Arhivirano 2016-08-04 na Wayback Machine. na spletni strani Alpske konvencije, dne 12. april 2017.
42. ↑  Poročilo o stanju Alp #5 Arhivirano 2017-04-12 na Wayback Machine. na spletni strani Alpske konvencije, dne 12. april 2017.
43. ↑  Večletni program dela Alpske konference 2017-2022 Arhivirano 2017-04-12 na Wayback Machine. na spletni strani Alpske konvencije, dne 12. april 2017.
44. ↑  Towards Renewable Alps. A Progress report 2015-2016 Arhivirano 2017-04-11 na Wayback Machine. na spletni strani Alpske konvencije, dne 12. april 2017.
45. ↑  Establishing an Alpine Ecological Network na spletni strani Alpske konvencije, dne 2. oktober 2012.
46. ↑  Alpe – osem držav, enotno ozemlje na spletni strani Alpske konvencije, dne 2. oktober 2012.
47. ↑  THE ALPS. People and pressures in the mountains na spletni strani Alpske konvencije, dne 2. oktober 2012.
48. ↑  Priročnik za izvajanje Alpske konvencije Arhivirano 2016-03-07 na Wayback Machine. na spletni strani Alpske konvencije, dne 2. oktober 2012.